# Michelle Couwenberg
Michelle Couwenberg (Netersel, 7 mei 1993) is een Nederlands voormalig kunstschaatsster.

## Biografie
Couwenbergs moeder was kunstschaatsster en zelf begon ze op zesjarige leeftijd met kunstschaatsen. Ze werd in 2013 Nederlands kampioen en nam twee keer deel aan het EK. Beide keren eindigde ze op de 32ste plek, in 2013 kwam dit mede omdat ze vlak voor de wedstrijden ziek was geworden. Nadat ze met kunstschaatsen was gestopt, ging ze meedoen aan de ijsshow Holiday on Ice.

## Persoonlijke records
| records             | punten | datum      | toernooi         |
| ------------------- | ------ | ---------- | ---------------- |
| Hoogste totaalscore | 108.69 | 27-09-2013 | Nebelhorn Trophy |
| Hoogste korte kür   | 036.81 | 26-09-2013 | Nebelhorn Trophy |
| Hoogste vrije kür   | 071.88 | 27-09-2013 | Nebelhorn Trophy |

## Belangrijke resultaten
| Kampioenschap           | 06/07 | 07/08  | 08/09 | 09/10  | 10/11 | 11/12         | 12/13         | 13/14         |
| ----------------------- | ----- | ------ | ----- | ------ | ----- | ------------- | ------------- | ------------- |
| Europees kampioenschap  |       |        |       |        |       |               | 32e           | 32e           |
| Nationaal kampioenschap |       |        |       |        |       | Brons         | Goud          |               |
| NK junioren             | 4e    | Zilver | 5e    | Zilver |       | geen deelname | geen deelname | geen deelname |